# Блэк, Джон Мак-Коннелл
Джон Мак-Коннелл Блэк (англ. John McConnell Black, 28 апреля 1855 — 2 декабря 1951) — шотландский ботаник и лингвист.

## Биография
Джон Мак-Коннелл Блэк родился в шотландском городе Уигтаун 28 апреля 1855 года.
Он получил образование в Уигтаунской гимназии, в Эдинбургской академии, в колледже в Тонтоне и в коммерческом профессионально-техническом училище в Дрездене. Блэк был одарённым лингвистом и часто писал на арабском, французском, немецком, итальянском, русском и испанском языках в своих записных книжках и дневниках. В 1877 году он мигрировал в Южную Австралию со своей овдовевшей матерью, сестрой и братом. 11 сентября 1879 года Блэк женился на Алисе Денфорд, которая разделяла его интерес к ботанике. У них была дочь и трое сыновей.
После турне по Южной Америке и Европе и после смерти матери в 1903 году, Джон Мак-Коннелл Блэк сосредоточился на систематике растений. В 1909 году он опубликовал научную работу The Naturalised Flora of South Australia.
Его научная работа The Flora of South Australia была опубликована в четырёх частях в период с 1922 года по 1929 год. В работе The Flora of South Australia было описано 2430 видов растений, как родных для Южной Австралии, так и натурализованных. Блэк внёс значительный вклад в ботанику, описав множество видов растений. В 1927 году он стал почётным преподавателем ботанической систематики в Университете Аделаиды.
Джон Мак-Коннелл Блэк умер в своём доме в Северной Аделаиде 2 декабря 1951 года.

## Научная деятельность
Джон Мак-Коннелл Блэк специализировался на папоротниковидных и на семенных растениях.

## Научные работы
- The Naturalised Flora of South Australia. 1909[2].
- The Flora of South Australia. 1922—1929[2].